# Gonyosoma
Genre
Synonymes
- Gonyophis Boulenger, 1892
- Rhynchophis Mocquard, 1897
- Rhadinophis Vogt, 1922

Gonyosoma est un genre de serpents de la famille des Colubridae.

## Répartition
Les six espèces de ce genre se rencontrent en Asie du Sud, en Asie du Sud-Est et en Asie de l'Est.

## Liste des espèces
Selon The Reptile Database (25 décembre 2015) :
- Gonyosoma boulengeri (Mocquard, 1897)
- Gonyosoma frenatum (Gray, 1853)
- Gonyosoma jansenii (Bleeker, 1859)
- Gonyosoma margaritatum Peters, 1871
- Gonyosoma oxycephalum (Boie, 1827)
- Gonyosoma prasinum (Blyth, 1854)

## Taxinomie
Les genres Gonyophis, Rhynchophis et Rhadinophis ont été placés en synonymie avec Gonyosoma par Chen, McKelvy, Grismer, Matsui, Nishikawa et Burbrink en 2014.

## Publication originale
- Wagler, 1828 : Gonyosoma viride — Grüner Kantenbauch. Descriptiones et Icones Amphibiorum, J. G. Cotta, München.